# Sacha Baron Cohen

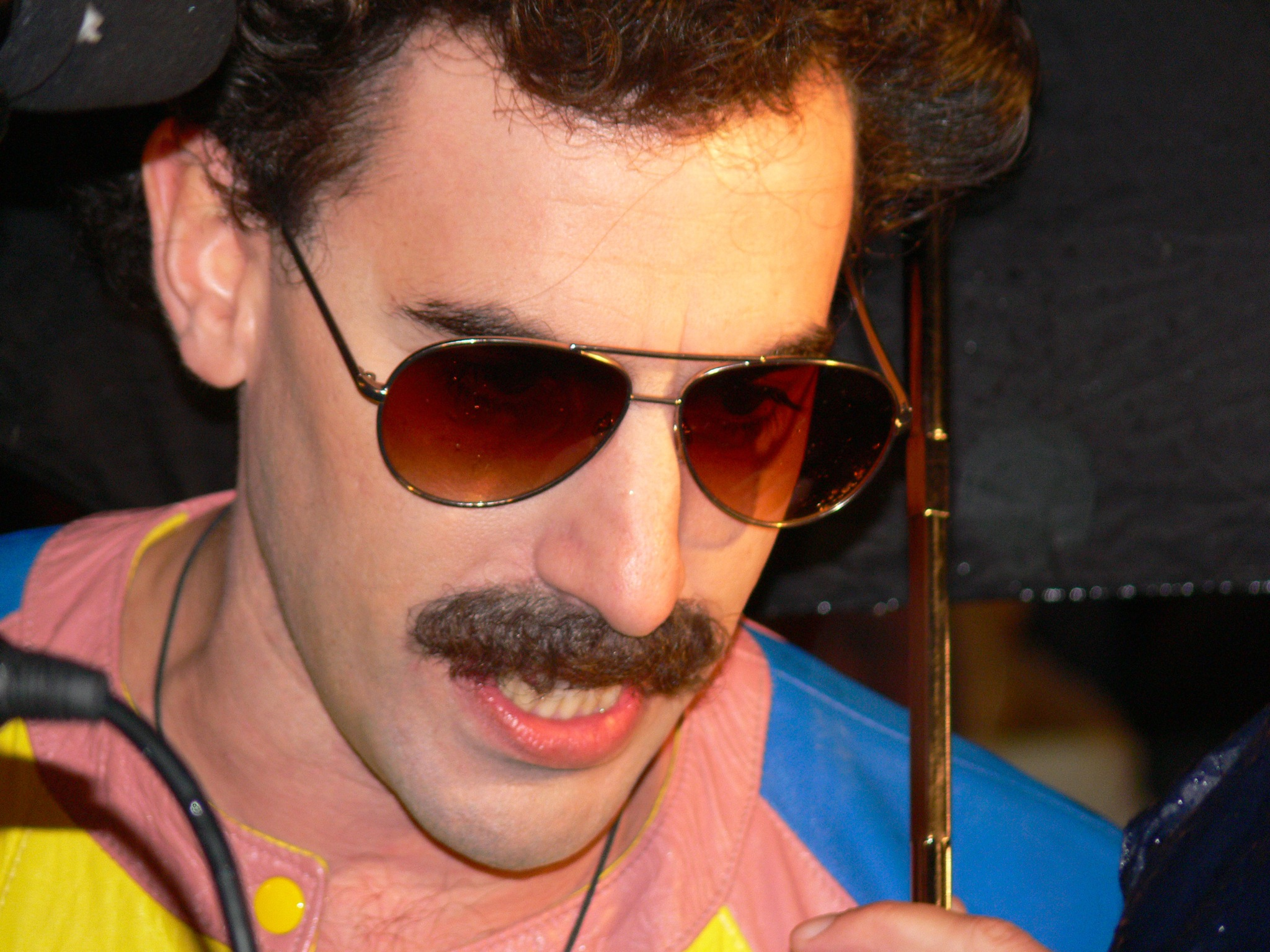
Sacha Baron Cohen, caracterizado como Borat.

Sacha Noam Baron Cohen (Londres, 13 de octubre de 1971), conocido como Sacha Baron Cohen, es un actor, comediante, guionista y productor británico. Ha creado y retratado personajes de ficción, sobre todo de comedia (Ali G, Borat Sagdiyev, Bruno y al Almirante General Aladeen). Al igual que su ídolo Peter Sellers, adopta una variedad de acentos y disfraces para sus personajes, y rara vez aparece fuera de personaje.[cita requerida]
En la mayoría de sus rutinas, los personajes de Baron Cohen interactúan con personas desprevenidas, de estilo documental, que no se dan cuenta de que están siendo preparadas para situaciones cómicas y burlas que se revelan a sí mismas. Su otro trabajo incluye la voz del Rey Julien en la serie de cine Madagascar (2005-2012) y su aparición en Sweeney Todd: The Demon Barber of Fleet Street (2007), en Hugo (2011) y en Les Misérables (2012). Hizo un cameo como presentador de la BBC News, en Anchorman 2: The Legend Continues (2013). En el 2016, interpretó a un hooligan del fútbol inglés, hermano de un espía del MI6 en la película de comedia The Brothers Grimsby, y coprotagonizó como Time en la secuela de fantasía Alicia a través del espejo. En el 2018, creó y protagonizó Who Is America? para Showtime, su primer proyecto de televisión desde Da Ali G Show.[cita requerida]
Baron Cohen fue nombrado Mejor Artista Revelación en los British Comedy Awards de 1999, por The 11 O'Clock Show, y desde entonces ha recibido dos Premios BAFTA por Da Ali G Show, varias nominaciones al Emmy, una nominación al Premio de la Academia, por la Escritura de Guion Adaptado, y un Globo de Oro al Mejor Actor, por su trabajo en la película Borat. Después del lanzamiento de Borat, Baron Cohen declaró que, debido a que el público se había familiarizado demasiado con los personajes, se retiraría de Borat y de Ali G. Del mismo modo, después del lanzamiento de Brüno, Baron Cohen declaró que también retiraría el personaje del título. En el 2012, fue premiado en los British Comedy Awards, en la categoría Outstanding Achievement Award. En el 2013, recibió el Premio BAFTA Charlie Chaplin Britannia Award por Excelencia en la Comedia.[cita requerida]

## Biografía
Nacido en una familia judía, es el segundo hijo de Gerald Baron Cohen y Daniella Naomi Weiser. Su padre, quien dirige una tienda de ropa para hombres en Piccadilly (Londres), es originario de Gales, y su madre nació en el Mandato británico de Palestina.
Baron Cohen acudió primero a la St Columba's College Prep School, en St Albans (Hertfordshire), y después a la Haberdashers' Aske's Boys' School, una escuela privada en Elstree, Hertfordshire, cerca de Londres. Fue a la Universidad de Cambridge, y entró en el Christ's College, Cambridge, donde estudió historia con Niall Ferguson y escribió su memoria de licenciatura acerca de la participación judía en el movimiento de derechos civiles. Después de asistir al Christ's College, y graduarse en historia, comenzó a trabajar en la interpretación cómica y creó el personaje de Ali G para el programa de la televisión británica The Eleven O'Clock Show, en 1998. En el 2000, creó a sus personajes Ali G, Bruno y Borat, en Da Ali G Show, por los que fue aclamado por la crítica y por el público en el Reino Unido, aunque su personaje Borat le valió una demanda formal del Centro Europeo para la Investigación del Antiziganismo por incitar a la violencia y violar las leyes alemanas contra la discriminación. Baron Cohen y la serie ganaron dos premios BAFTA en 2001, y Baron Cohen también fue galardonado en 1999 con el premio British Comedy Award, por su trabajo en The Eleven O'Clock Show. También, ganó el premio Royal Television Society Award como Mejor Comediante, y un Golden Rose de Montreux.[cita requerida]
La serie se trasladó a HBO en los Estados Unidos en el 2003, y obtuvo cuatro candidaturas a los Premios Emmy. Se convirtió en un fenómeno de tal magnitud que contribuyó decisivamente a darle un nuevo léxico al inglés británico, e incluso a la Reina Madre de Inglaterra le encantaba el programa, cuya fama mundial le permitió a Baron Cohen ser el único presentador de los premios European MTV en dos ocasiones, una como Ali G y otro como Borat.[cita requerida]
Su aparición más famosa y conocida a nivel mundial fue la del videoclip Music, de la cantante Madonna, en donde interpreta al chófer que conducía su limusina y vestía ropa de rapero informal amarilla, en el cual interpretó a Ali G, uno de sus personajes. Al final, hace un comentario de tono satírico acerca del Big Ben con unas chicas desnudas. Además, realizó una película completa con este personaje.[cita requerida]
Otros personajes creados por Baron Cohen son: Borat, un reportero de televisión de Kazajistán con una actitud antisemita y misógina que viaja a los Estados Unidos para realizar un supuesto "documental" en el que se ríe de las costumbres estadounidenses, y Brüno. También participó en el musical Sweeney Todd, protagonizado por Johnny Depp, en el cual interpretó a Pirelli, un barbero rival.[cita requerida]
También fue noticia debido al suceso que se dio el 1 de junio de 2009 en la entrega de los premios MTV en Los Ángeles, al precipitarse desde el techo enganchado a un arnés, vestido de ángel y aterrizando sobre el cantante Eminem, quien terminó abandonando la gala enfurecido después de proferir insultos al cómico. Más tarde, se supo que dicho incidente había sido planeado y ensayado con Eminem para ser ejecutado durante el evento.
En noviembre del 2013, en la entrega de los premios Bafta, Baron Cohen realizó una elaborada broma, en la que recibió un bastón que supuestamente había pertenecido a Charlie Chaplin, supuestamente de manos de Grace Cullington, la última sobreviviente que trabajó con Chaplin. Baron Cohen se puso a imitar a Charlot, pero el bastón se rompió, y Baron Cohen involuntariamente empujó a la anciana en silla de ruedas, quien rodó y cayó del escenario. Baron Cohen, tras intentar infructuosamente revivirla mediante respiración boca a boca, subió al escenario y agradeció el premio, mientras un guardia de seguridad levantaba el cadáver de Grace Cullington para retirarlo del salón:

Grace Cullington es la sobreviviente de mayor edad... No, perdón, Grace Cullington era la sobreviviente de mayor edad que trabajó con Chaplin. [Un guardia de seguridad carga sobre su hombro el cadáver de la anciana para llevárselo]. Le dedico este premio a ella. Esto obviamente es una tragedia... Obviamente esto es una tragedia [sáquenla, que me quita cámara]. Esto obviamente es una tragedia, pero veámosle el lado bueno: ¡que manera genial de morir! ¡Dándome un premio a mí! Además, probablemente ganará un premio Óscar al mejor segmento "Memorial".
En este momento me gustaría decirle algunas palabras a su familia: ¡no intenten demandarme! De todos modos, si deciden involucrar a abogados, está bien, háganlo: ¡los voy a destruir como lo hice con su abuelita! Sin embargo, esta noche no se trata de ella, se trata de mí.
Sacha Baron Cohen

En el 2018, Roger Taylor, batería de Queen, confesó que hubo acercamientos para que Sacha fuese el actor que acabase encarnando a Freddie Mercury. No obstante, desavenencias por el contenido explícito y polémico en el guion  durante años llevaron a que se pospusiera esta ocasión  paulatinamente y finalmente no se realizara.
Participó en la película de Aaron Sorkin El Juicio de los 7 de Chicago, con Eddie Redmayne, Joseph Gordon-Levitt, Mark Rylance y Michael Keaton, una de las películas candidatas a los Oscar 2021.
En septiembre del 2020, se confirmó el lanzamiento de la secuela de Borat, Borat Subsequent Moviefilm, que se estrenaría en Amazon Prime el 23 de octubre, antes de las elecciones generales de los Estados Unidos. A raíz de esta película, tuvo un entredicho en Twitter con el presidente Donald Trump.
En abril de 2024, tanto él como su entonces mujer, Isla Fisher anunciaron a través de la red social Instagram que habían solicitado el divorcio, con el que estaban de mutuo acuerdo desde finales de 2023. Un año después, en junio de 2025, oficializaron que había terminado el proceso de divorcio y pidieron a la prensa que tuvieran respeto con el tema por el bien de los tres hijos de la pareja.

## Filmografía

### Películas
| Año  | Título original                                                                     | Personaje                         | Notas                                         |
| ---- | ----------------------------------------------------------------------------------- | --------------------------------- | --------------------------------------------- |
| 2000 | The Jolly Boys' Last Stand                                                          | Vinnie                            |                                               |
| 2002 | Ali G Indahouse                                                                     | Ali G, Borat                      | Productor ejecutivo y guionista               |
| 2003 | Spyz                                                                                | James Bond (Ali G)                | Cortometraje; productor ejecutivo y guionista |
| 2005 | Madagascar                                                                          | Rey Julien                        | Voz                                           |
| 2006 | Talladega Nights: The Ballad of Ricky Bobby                                         | Jean Girard                       |                                               |
| 2006 | Borat: Cultural Learnings of America for Make Benefit Glorious Nation of Kazakhstan | Borat                             | Productor y guionista                         |
| 2007 | Sweeney Todd: The Demon Barber of Fleet Street                                      | Sr. Adolfo Pirelli                |                                               |
| 2008 | Madagascar 2: Escape de África                                                      | Rey Julien                        | Voz                                           |
| 2009 | Brüno                                                                               | Bruno                             | Productor y guionista                         |
| 2010 | Dinner for Schmucks                                                                 |                                   | Productor ejecutivo                           |
| 2011 | Hugo                                                                                | Inspector Gustav                  |                                               |
| 2012 | The Dictator                                                                        | Almirante General Aladeen/Efawadh | Productor y guionista                         |
| 2012 | Madagascar 3: Europe's Most Wanted                                                  | Rey Julien                        | Voz                                           |
| 2012 | Les Misérables                                                                      | Señor Thénardier                  |                                               |
| 2013 | Anchorman 2: The Legend Continues                                                   | BBC News Anchor                   | Cameo                                         |
| 2016 | The Brothers Grimsby                                                                | Carl Allen "Nobby" Butcher        | Productor y guionista                         |
| 2016 | Alicia a través del espejo                                                          | El Señor del Tiempo               |                                               |
| 2016 | Past Forward                                                                        | The Man with No Mouth             | Cortometraje                                  |
| 2020 | The Trial of the Chicago 7                                                          | Abbie Hoffman                     |                                               |
| 2020 | Borat Subsequent Moviefilm                                                          | Borat                             |                                               |
| 2021 | Luca                                                                                | Tío Ugo                           | Voz                                           |

### Televisión
| Año         | Título                                                            | Personaje                                                                        | Notas                                                      |
| ----------- | ----------------------------------------------------------------- | -------------------------------------------------------------------------------- | ---------------------------------------------------------- |
| 1995        | Jack and Jeremy's Police 4                                        | Varios                                                                           | Especial de televisión                                     |
| 1995        | Pump TV                                                           | Presentador                                                                      |                                                            |
| 1996 - 1997 | F2F                                                               | Presentador                                                                      |                                                            |
| 1998        | Live from the Lighthouse                                          | Ali G                                                                            | Especial de televisión                                     |
| 1998-1999   | The 11 O'Clock Show                                               | Ali G                                                                            | Serie de televisión                                        |
| 2000-2004   | Da Ali G Show (UK)                                                | Ali G, Borat, Bruno                                                              | Serie de televisión                                        |
| 2004        | Borat's Television Programme                                      | Borat, Bruno                                                                     | 2 Episodios, Creador                                       |
| 2005        | Curb Your Enthusiasm                                              | El guía de Larry                                                                 | Estrella invitada; episodio: «The End»                     |
| 2006        | Night of Too Many Stars: An Overbooked Event for Autism Education | Borat                                                                            | Especial de televisión                                     |
| 2010        | Los Simpson                                                       | Guía turístico                                                                   | Voz; estrella invitada en «The Greatest Story Ever D'ohed» |
| 2013        | Eastbound & Down                                                  | Ronnie Thelman                                                                   | Episodio 29                                                |
| 2013        | Ali G: Rezurection                                                | Ali G                                                                            |                                                            |
| 2015        | Highston                                                          |                                                                                  | Productor ejecutivo                                        |
| 2018        | The Zen Diaries of Garry Shandling                                | Él mismo                                                                         | Miniserie , Documental                                     |
| 2018        | Seth Rogen's Hilarity for Charity                                 | Él mismo                                                                         | Documental, Especial de televisión                         |
| 2018        | Who Is America?                                                   | Billy Wayne Ruddick Jr., PhD Dr. Nira Cain-N'Degeocello Rick Sherman Erran Morad | Director, Creador, Escritor, y Productor ejecutivo         |
| 2019        | El espía                                                          | Eli Cohen                                                                        | Miniserie, y Productor ejecutivo                           |
| 2024        | Disclaimer                                                        | Robert Ravenscroft                                                               | Papel principal; miniserie                                 |
| 2025        | Ironheart                                                         | Mephisto                                                                         | Episodio: «The Past Is the Past»                           |

## Premios y nominaciones
Premios Óscar
| Año  | Categoría                       | Película                                                                                   | Resultado |
| ---- | ------------------------------- | ------------------------------------------------------------------------------------------ | --------- |
| 2007 | Oscar al mejor guion adaptado   | Borat: lecciones culturales de América para beneficio de la gloriosa nación de Kazajistán! | Nominado  |
| 2020 | Oscar al mejor guion adaptado   | Borat, siguiente película documental                                                       | Nominado  |
| 2020 | Oscar al mejor actor de reparto | El juicio de los 7 de Chicago                                                              | Nominado  |

Premios Globo de Oro
| Año  | Categoría                                                | Película                                                                                   | Resultado |
| ---- | -------------------------------------------------------- | ------------------------------------------------------------------------------------------ | --------- |
| 2006 | Globo de Oro al mejor actor - Comedia o musical          | Borat: lecciones culturales de América para beneficio de la gloriosa nación de Kazajistán! | Ganador   |
| 2006 | Globo de Oro a la mejor película - Comedia o musical     | Borat: lecciones culturales de América para beneficio de la gloriosa nación de Kazajistán! | Nominado  |
| 2019 | Globo de Oro al Mejor actor de serie – Comedia o musical | Who Is America?                                                                            | Nominado  |
| 2020 | Mejor actor de miniserie o telefilme                     | The Spy                                                                                    | Nominado  |
| 2021 | Globo de Oro al mejor actor - Comedia o musical          | Borat Subsequent Moviefilm                                                                 | Ganador   |
| 2021 | Globo de Oro al mejor actor de reparto                   | The Trial of the Chicago 7                                                                 | Nominado  |

Satellite Awards
| Año  | Categoría                                     | Película                                                                                   | Resultado |
| ---- | --------------------------------------------- | ------------------------------------------------------------------------------------------ | --------- |
| 2006 | Mejor Actor - Comedia/Musical                 | Borat: lecciones culturales de América para beneficio de la gloriosa nación de Kazajistán! | Nominado  |
| 2012 | Premio Satellite al Mejor Reparto en Conjunto | Los miserables                                                                             | Ganador   |

Broadcast Film Critics Association Awards
| Año  | Categoría                   | Película                                       | Resultado |
| ---- | --------------------------- | ---------------------------------------------- | --------- |
| 2007 | Mejor Conjunto de Actuación | Sweeney Todd: The Demon Barber of Fleet Street | Nominado  |
| 2012 | Mejor Conjunto de Actuación | Los miserables                                 | Nominado  |

Evening Standard British Film Awards
| Año  | Categoría                      | Película                                                                                   | Resultado |
| ---- | ------------------------------ | ------------------------------------------------------------------------------------------ | --------- |
| 2006 | Peter Sellers Award for Comedy | Borat: lecciones culturales de América para beneficio de la gloriosa nación de Kazajistán! | Ganador   |
| 2009 | Peter Sellers Award for Comedy | Brüno                                                                                      | Ganador   |

Premios MTV Movie
| Año  | Categoría                      | Película                                                                                   | Resultado |
| ---- | ------------------------------ | ------------------------------------------------------------------------------------------ | --------- |
| 2007 | Mejor Beso (con Will Ferrell)  | Talladega Nights: The Ballad of Ricky Bobby                                                | Ganador   |
| 2007 | Mejor Actuación Cómica         | Borat: lecciones culturales de América para beneficio de la gloriosa nación de Kazajistán! | Ganador   |
| 2007 | Mejor Película                 | Borat: lecciones culturales de América para beneficio de la gloriosa nación de Kazajistán! | Nominado  |
| 2007 | Mejor Pelea (con Ken Davitian) | Borat: lecciones culturales de América para beneficio de la gloriosa nación de Kazajistán! | Nominado  |
| 2014 | Mejor Pelea                    | Anchorman 2: The Legend Continues                                                          | Nominado  |